# Alonzo Whitney Adams
Alonzo Whitney Adams (né le 3 juillet 1820 à New York, et décédé le 20 janvier 1887 à Lagrange, État de l'Ohio) est un brigadier-général de l'Union. Il est enterré à Lagrange.

## Avant la guerre de Sécession
Il est avocat dans la ville de New York.

## Guerre de Sécession
Au début du conflit, il s'engage en tant que commandant dans le 1st New York Cavalry. Il est promu lieutenant-colonel en mai 1862. Il participe à la bataille d'Antietam. En juin 1863, il prend le commandement du 1st New York Cavalry en tant que colonel et commande son corps à la bataille de Gettysburg.
Il participe aux campagnes qui mèneront à la reddition du général Lee à Appomattox. Il est promu brigadier-général le 13 mars 1865. Il quitte le service actif le 27 juin 1865

## Après la guerre
Il reprend sa carrière d'avocat.